# Claudia Moll
Claudia Moll (nascida em 25 de dezembro de 1968) é uma política alemã. Nasceu em Eschweiler, North Rhine-Westphalia, e representa o SPD. Claudia Moll é membro do Bundestag pelo estado da Renânia do Norte-Vestfália desde 2017.

## Vida
Ela tornou-se membro do Bundestag após a eleição federal alemã de 2017 em Aachen II, derrotando Helmut Brandt da CDU. Ela é membro do Comité de Saúde.